# دولوتغرافير
دولوتغرافير (بالإنجليزية: Dolutegravir)‏ هو أحد مثبطات الإنزيم المدمج ويستخدم لعلاج عدوى فيروس العوز المناعي البشري للبالغين والأطفال الذين تزيد أوزانهم عن 40 كغم أو عمر 12 سنة الذين لم يعالجوا سابقا أو عولجوا سابقا لكنهم لم يستخدموا أيا من مثبطات الإنزيم المدمج.
تنتجه غلاسكو سميث كلاين تحت اسم تجاري هو تيفيكاي (Tivicay). وقد حصل الدواء على ترخيص إدارة الغذاء والدواء بتاريخ 13 آب 2013. وفي كندا، أقرت وزارة الصحة استخدامه بتاريخ 4 تشرين الثاني 2013. أما في الاتحاد الأوروبي، فقد أقر استخدامه بتاريخ 16 كانون الثاني 2014.
وفي 22 آب 2014، رخصت إدارة الغذاء والدواء استخدام ترايوميك، وهو دواء مركب ويحتوي على أباكافير ولاميفودين بالإضافة لدولوتغرافير.